# 이터널 드림
이터널 드림은 대한민국에서 만들어져 서비스 된 온라인 트레이딩 카드 게임 (Online Trading Card Game) 중 하나로, 2003년 5월 16일부터 2005년 3월까지 서비스되었다.

## 개발진
- 변시섭 : 팀장, 프로젝트 관리 및 마케팅 담당, 개발 환경 제안 및 게임 클라이언트 개발
- 권혁민 : 게임 서버 개발 및 DB 관리, 게임 인터페이스 기획, 이벤트 및 운영 담당.
- 강현신 : 시나리오, 게임 시스템 및 컨텐츠 디자인, 게임 클라이언트 코어 및 업데이트 서버/클라이언트 개발. 일러스트 외주 관리(2004년 5월 이후)
- 송석강(-2003.05) : GUI 및 Effect 작업, 카드 일러스트 작업, 일러스트 외주 관리, 프로토타입인 피즈월드의 게임 컨텐츠 디자인
- 조광명(2003.05-2004.05) : GUI 및 Effect 작업, 카드 일러스트 작업, 일러스트 외주 관리
- 유재욱(2004.05-2004.09) : GUI 및 Effect 작업, 카드 일러스트 작업

## 역사
- 2002년 3월, 무진코리아에서 피즈월드라는 이름의 온라인 트레이딩 카드 게임 개발을 시작
- 2002년 6월, 메가닉스의 무진코리아 인수 후, 프로토타입을 완성. 이후 팀을 재정비하며 이터널 드림이라는 이름으로 명칭 변경
- 2003년 5월 16일 자체적으로 1차 클로즈 베타 서비스 시작
- 2003년 11월 센게임을 퍼블리셔로 하여 오픈베타 서비스 시작
- 2004년 6월 30일 정식 서비스 시작
- 2004년 9월 30일 개발사 메가닉스 폐업
- 2005년 3월 서비스 종료